# Úsov
Úsov (hanácky Hósov, německy Mährisch Aussee) je malé město na pomezí střední a severozápadní Moravy v podhůří Hrubého Jeseníku na potoce Doubravka, 5 km severovýchodně od Mohelnice a 7 km severozápadně od Uničova. Žije zde přibližně 1 200 obyvatel. Na návrší na východním konci města se nachází z zdálky dobře viditelný zámek, který je chráněnou kulturní památkou.

## Úsovsko
Oblast Úsovska ve 13. a 14. století tvořil rozsáhlý komplex lesů – doubrava v nížině řeky Moravy, která nad Úsovem přechází v tzv. Bruselský les. V prvním výčtu vesnic úsovského panství se u roku 1344 však ještě neobjevuje ani jedna k úsovskému hradu náležejících vsí, to až v roce 1371. Je samozřejmé, že v původním osídlení šlo vždy jen o několik málo usedlostí soustředěných kolem místních potoků.

## Název
Jméno vsi bylo odvozeno od osobního jména Ús (vous). Původní význam jména tedy byl „Vousův majetek“. Německé jméno vzniklo z českého (původně Ausau, zakončení přikloněno k See (jezero)). Židovské názvy města zní v hebrejštině אויסא (Ojsa), v jidiš אויסע, přepisováno též jako Asjva.

## Historie

### Hrad a panství
Starý dřevěný královský hrad Úsov získal za svou věrnost králi Václavu I. Přemyslovci (1205–1253), při úspěšném odražení Tatarů v roce 1241, olomoucký purkrabí Zdík (či Idík, Jiljí ze Švábenic), o kterém je zpráva z roku 1260. Olomoucký purkrabí byl posazen do pozice kolonizátora celé oblasti. Prapředkem rodu ze Švábenic byl Idík, který si postavil hrad na Vyškovsku, podle kterého si dal i rodové jméno. Působil na královském hradě Úsově a pro panovníka jako kolonizátor úsovského újezdu na Moravě a celého Turnovska v Čechách.
Původně gotický hrad, postavený ve stylu francouzského kastelu, patří mezi nejstarší na Moravě. Podle archeologických nálezů je nejpravděpodobnější, že hrad vznikl již ve 13. století. První písemná zpráva o existenci Úsova pochází z roku 1260, kdy hrad držel v zástavě bývalý olomoucký purkrabí Jiljí ze Švábenic. V roce 1269 se uvádí jeho syn Hrabič ze Švábenic (1254–1286). Po nastoupení krále Přemysla Otakara II. (1233–1278) na trůn, musel v roce 1276 stávající majitel panství Hrabiš hrad vydat a Úsov se stal opět zeměpanským majetkem a na hradě byl ustaven královský lovčí, z nichž první jménem Vlček. Zadlužený král Jan Lucemburský (1296–1346) hrad roku 1330 zastavil bratrům Jaroslavu a Albrechtu ze Šternberka, jako náhradu za utrpěnou škodu při vojenském tažení proti Slezsku. Jejich rodina v Úsově sídlila po dvacet let. Královským majetkem byl hrad až do roku 1408, kromě let 1335–1350. Pod hradem bylo založeno městečko, jak napovídá obecní pečeť z roku 1343 s nápisem „oppidum“.
V závěti z roku 1371 odkázal markrabě Jan Jindřich Lucemburský (1322–1375) hrad a městečko Úsov s „Dúbravou“ (les na  Litovelském Pomoraví mezi Úsovem a Litovlí) s 29 vesnicemi svým synům Joštovi Moravskému (1351–1411) a Prokopovi Lucemburku (1354/5–1405). O majetek vznikl mezi bratry ozbrojený spor. Úsov, Litovel a Uničov drželi Prokopovi hejtmani, kteří dělali výpady na okolní území v držení markraběte Jošta a na území olomoucké kapituly, za což byli v roce 1399 vyobcováni z církve. Mír nastal až po smrti Prokopově v roce 1405. Markrabě Jošt v roce 1408 zastavil Úsov pánům Otovi a Albrechtovi z Kurovic. Král Václav IV. Lucemburk (1361–1419) v roce 1416 potvrdil zástavu úsovského panství Janu Vlašimovi. Za pánů z Vlašimi došlo roku 1487 ke gotické přestavbě a rozšíření hradu, postaveny byly především dvě věže: „Hladomorna“ a „Vlašimka“. Úsovské panství se stalo jedním z nejbohatších na Moravě a ani česko-uherské války tomu nezabránily.
Po vymření rodu po meči Jiřím z Vlašimi v roce 1513 dostal zastavený hrad Úsov s větší částí příslušenství darem od krále Vladislava II. Jagellonského (1456–1516) za prokázané služby do úplného vlastnictví největší komoří a pozdější hejtman Ladislav z Boskovic (1485–1520). Páni z Boskovic, kteří jako luteráni obsadili fary luterskými kněžími, přáli i Českým bratrům. Úřední řečí na jejich panství byla čeština. Po smrti Ladislava v roce 1520 zdědil panství, k němuž náleželo ještě panství boskovické, letovické, moravskotřebovské, trnavské, zábřežské a rudské, téměř souvislý pás země od Boskovic až skoro k pramenům řeky Moravy, jeho syn Kryštof, který své sídlo z Moravské Třebové přemístil na Úsov, který rozšířil o renesanční objekty. Nákladný život Kryštofa z Boskovic byl však příčinou jeho častých finančních nesnází, z nichž si pomáhal prodejem části svých panství. Nedostatek peněz ho přiměl věnovat zvýšenou pozornost i úsovskému panství. V tehdejší době se předpokládala v podhůří Jeseníků bohatá naleziště drahých kovů. Výsledky těžby však nesplnily očekávání.
V roce 1547 postoupil Kryštof úsovské panství a město Litovel synovi svého bratrance Janu Jindřichu (Jetřich †1583) Černohorskému z Boskovic, který převzal panství po smrti svého bratrance Jana Jetřicha a který byl typickým představitelem šlechtice té doby. Roku 1562 byl zemským podkomořím, přítel umění a písemnictví, znalec zemských práv a dobrý hospodář. V roce 1564 dal pořídit urbář panství. V roce 1564 byl nejvyšším soudcem. Byl ale také feudál, který bezohledně zvyšoval útisk poddaného lidu. O jeho významném postavení mezi moravskými pány svědčí i řada vysokých úřadů, které postupně zastával. Roku 1567 byl nejvyšším komorníkem a v roce 1571 zastupoval krále jako komisař na brněnském sněmu. Albrecht Černohorský zemřel bezdětný a dědicem ustanovil svého nevlastního bratra Jana Šemberu (†1597) z Boskovic, který byl posledním mužským potomkem rodu. Jan Šembera sídlil na Bučovicích, ale stejně jako předcházející majitelé úsovského panství rád pobýval na Úsově i v blízkém loveckém hrádku Nové Zámky, který páni z Boskovic postavili pro účastníky lovu v Doubravě. Jako většina české šlechty byli i páni z Boskovic evangelíci a někteří podporovali i české bratry.
Jan Šembera měl dvě dcery, které se krátce před otcovou smrtí provdaly. Anna Alžběta Šemberová se provdala za Karla (1569–1627) a Kateřina Šemberová z Boskovic za Maxmiliána (1572–1643) z Lichtenštejnu. Oběma sňatky byl položen základ velkému bohatství Lichtenštejnského rodu. Od roku 1597, kdy páni z Boskovic vymřeli po meči, náležel Úsov Lichtenštejnům nepřetržitě až do roku 1945. Byl sídlem správy panství, ale nikdy za vlády Lichtenštejnů se nestal sídlem knížete; nejvyšším správním úředníkem byl zámecký hejtman. Úsov byl jen sídlem správy panství, ke kterému patřilo 34 vesnic, města Litovel a Úsov a také Nové Zámky, které vybudovali páni z Boskovic jako lovčí hrádek v lese Doubravě.

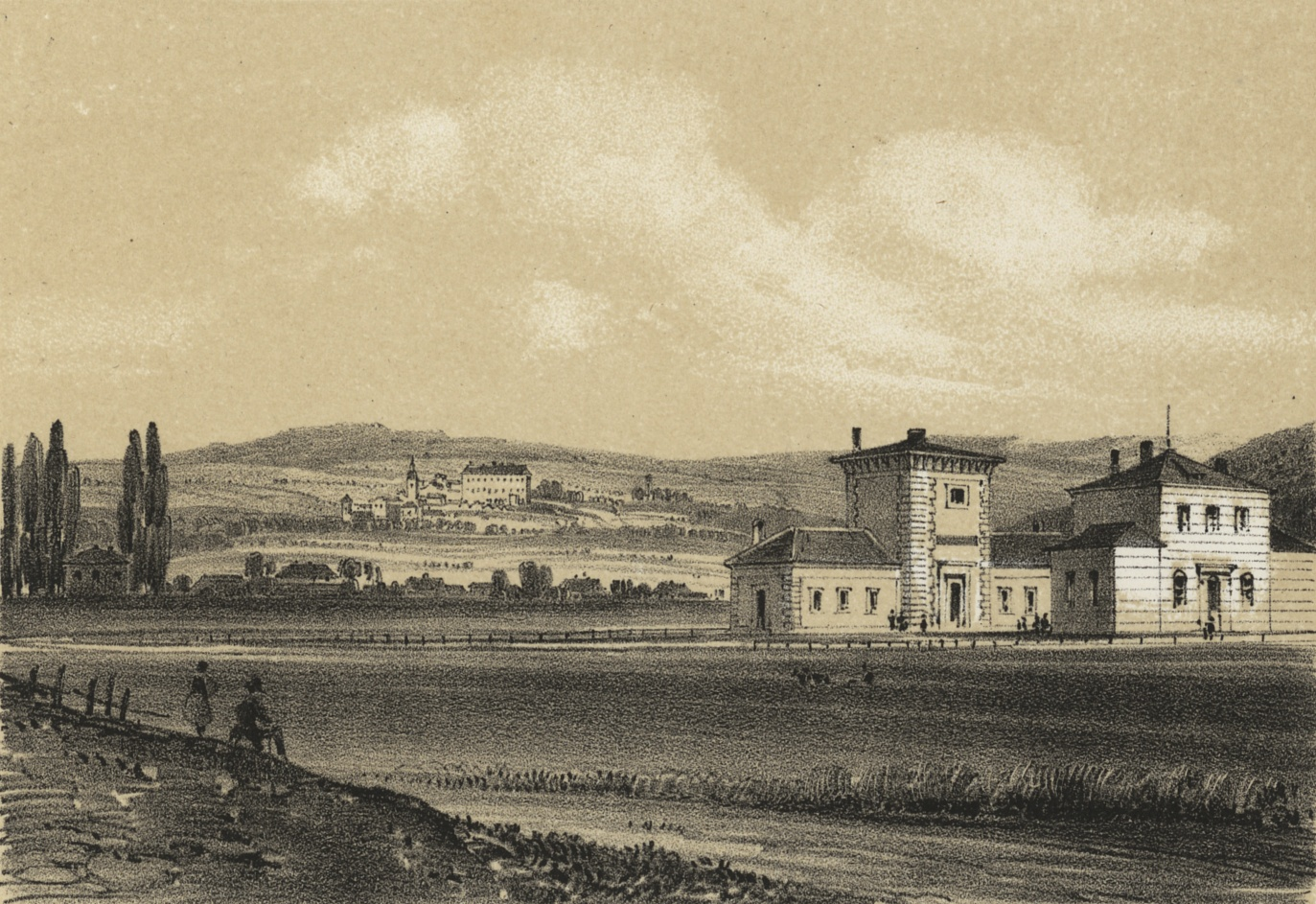
Pohled na Úsov z nádraží v Mohelnici v roce 1845.

Karel I. z Lichtenštejna zahájil na úsovském panství protireformaci. Pokatoličtění však pokračovalo velmi pomalu a jeho postup brzdila především třicetiletá válka, která těžce postihovala tuto oblast. Vojska obou válčících stran zpustošila kraj do té míry, že zemský sněm, který v roce 1643 rozvrhl novou peněžní a obilní berni, označil úsovské panství jako „dokonce zkažené“. Poslední těžkou ránu zasadilo Úsovu v roce 1643 švédské vojsko, které pod vedením generála Torstensona (1603–1651) obsadilo podstatnou část severní Moravy. Hrad a městečko Švédové vypálili. Hrad byl provizorně opraven a v letech 1688–1699 byl v jeho areálu vybudován barokní palác.
V roce 1627 zemřel Karel I. z Lichtenštejna a jeho velký majetek, který se rozrostl především konfiskací statků účastníků stavovského povstání, zdědil syn Karel Eusebius (1611–1684). Po smrti Karla Eusebia zdědil majetek jeho syn Jan Adam Ondřej (1657–1732), který na základě zvýšených požadavků na šlechtické sídlo dal výrazným způsobem změnit dosavadní architektonický stav hradu. V roce 1678 se začalo úřadovat německy.

## Pamětihodnosti
- Úsov, středověký hrad z 13. století přestavěný na zámek, v němž se nyní nachází Lovecko-lesnické muzeum v Úsově.
- CHKO Litovelské Pomoraví, začíná asi 1,5 km jižně od města
- Kostel svatého Jiljí
- Kaple svatého Rocha na návsi proti zámku
- Židovský hřbitov se synagogou

## Rodáci
- MUDr. Arpád Schwarz, významný lékař a dentista
- Vlastimil Artur Polák, básník a spisovatel
- Berthold Wolf, přednosta Židovské obce Olomouc, otec Otty Wolfa
- Alois Zabloudil, malíř a člen protinacistického odboje
- Hugo Mandl, bratr americko-českého podnikatele a imigranta do USA Sigmunda Mandla

## Části města
- Úsov (k. ú. Úsov-město a Úsov-Židovská obec)
- Bezděkov u Úsova (k. ú. Bezděkov u Úsova)

Od 1. ledna 1976 do 31. prosince 1991 k městu patřila i Stavenice.

## Galerie

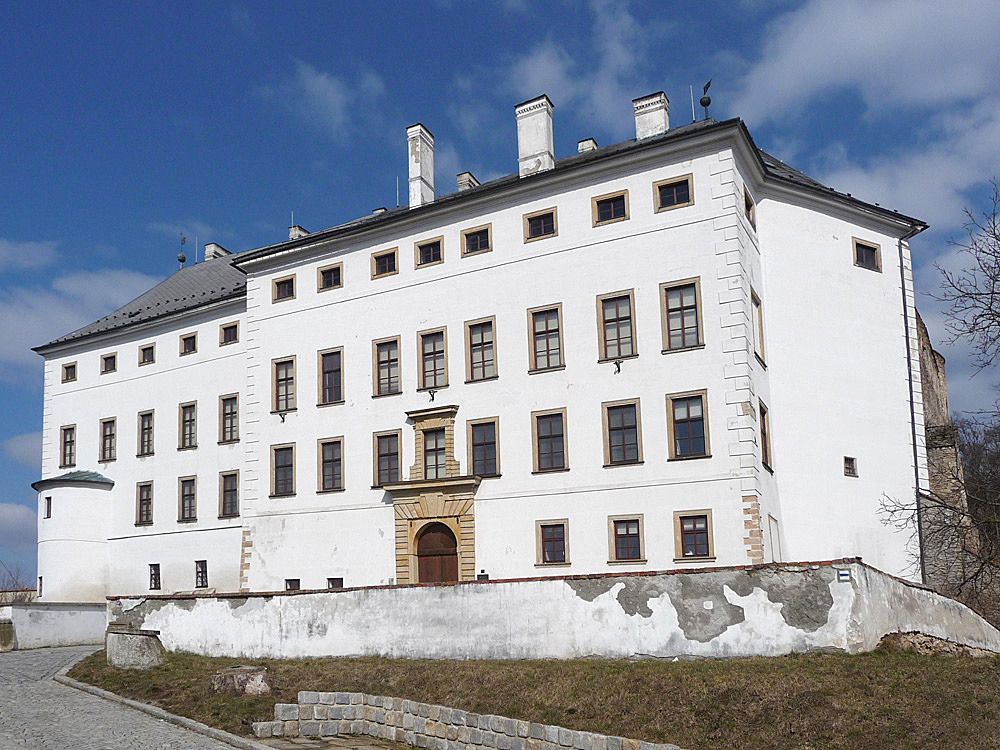
Zámek Úsov
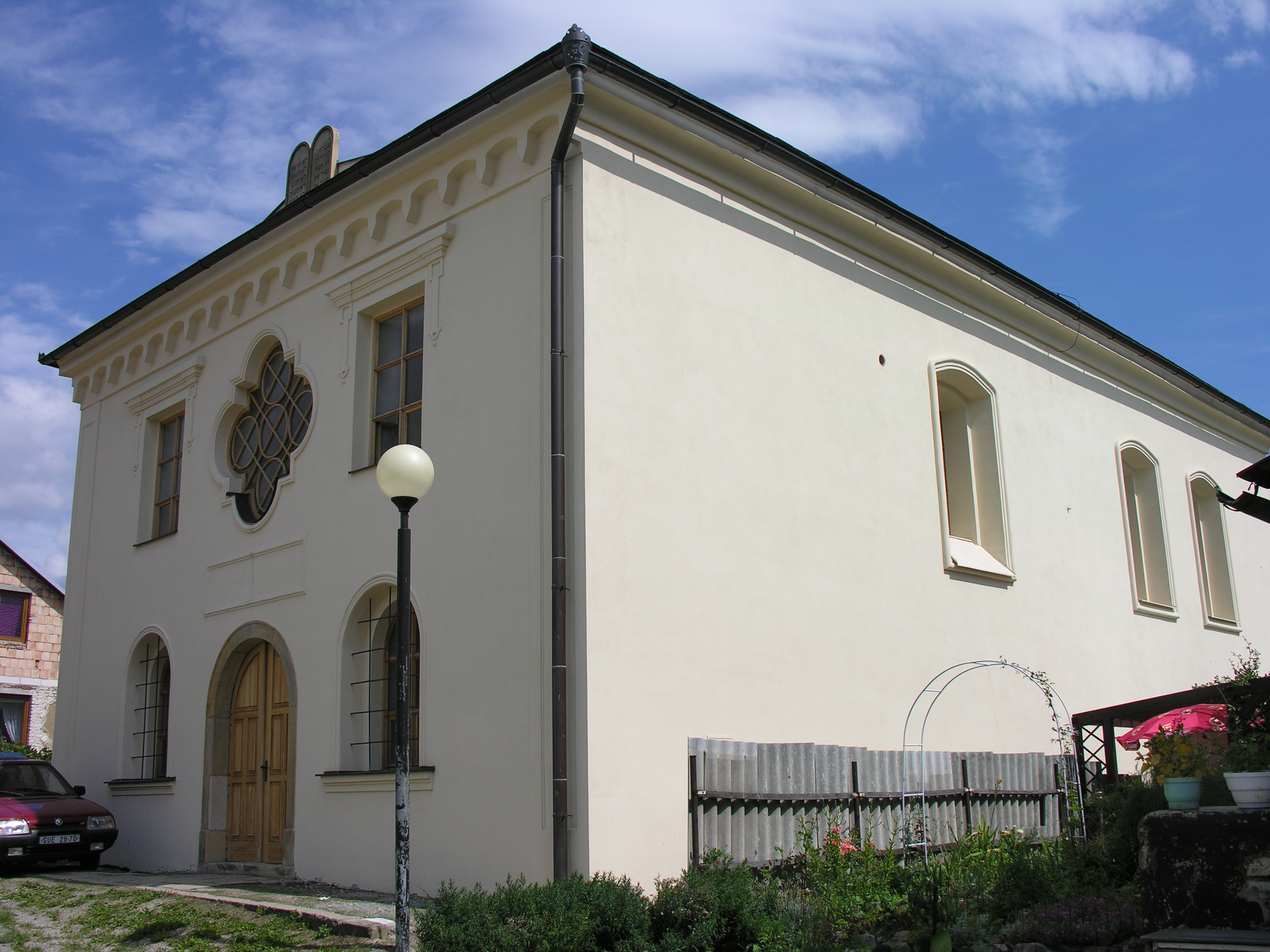
Synagoga
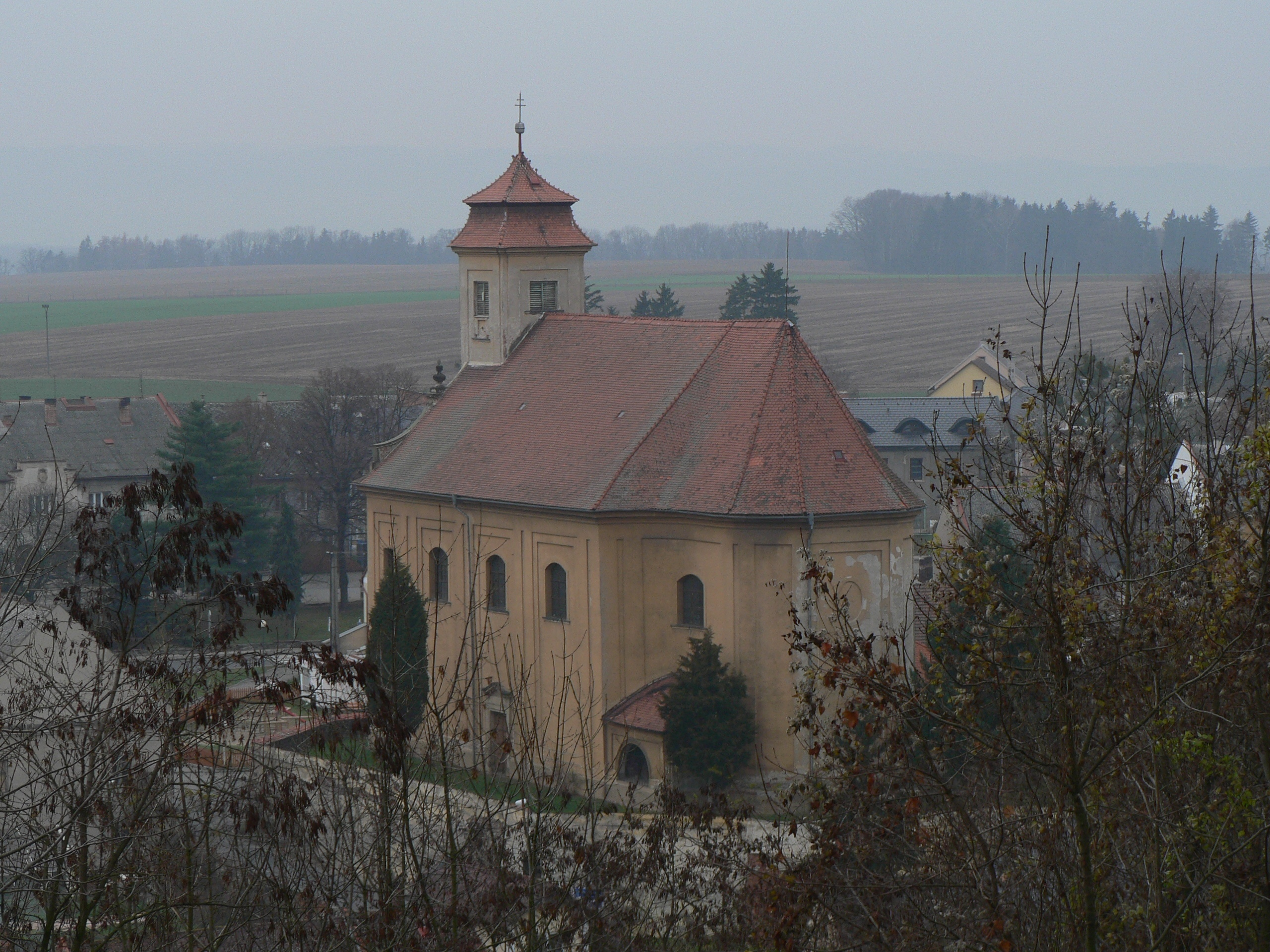
Kostel svatého Jiljí
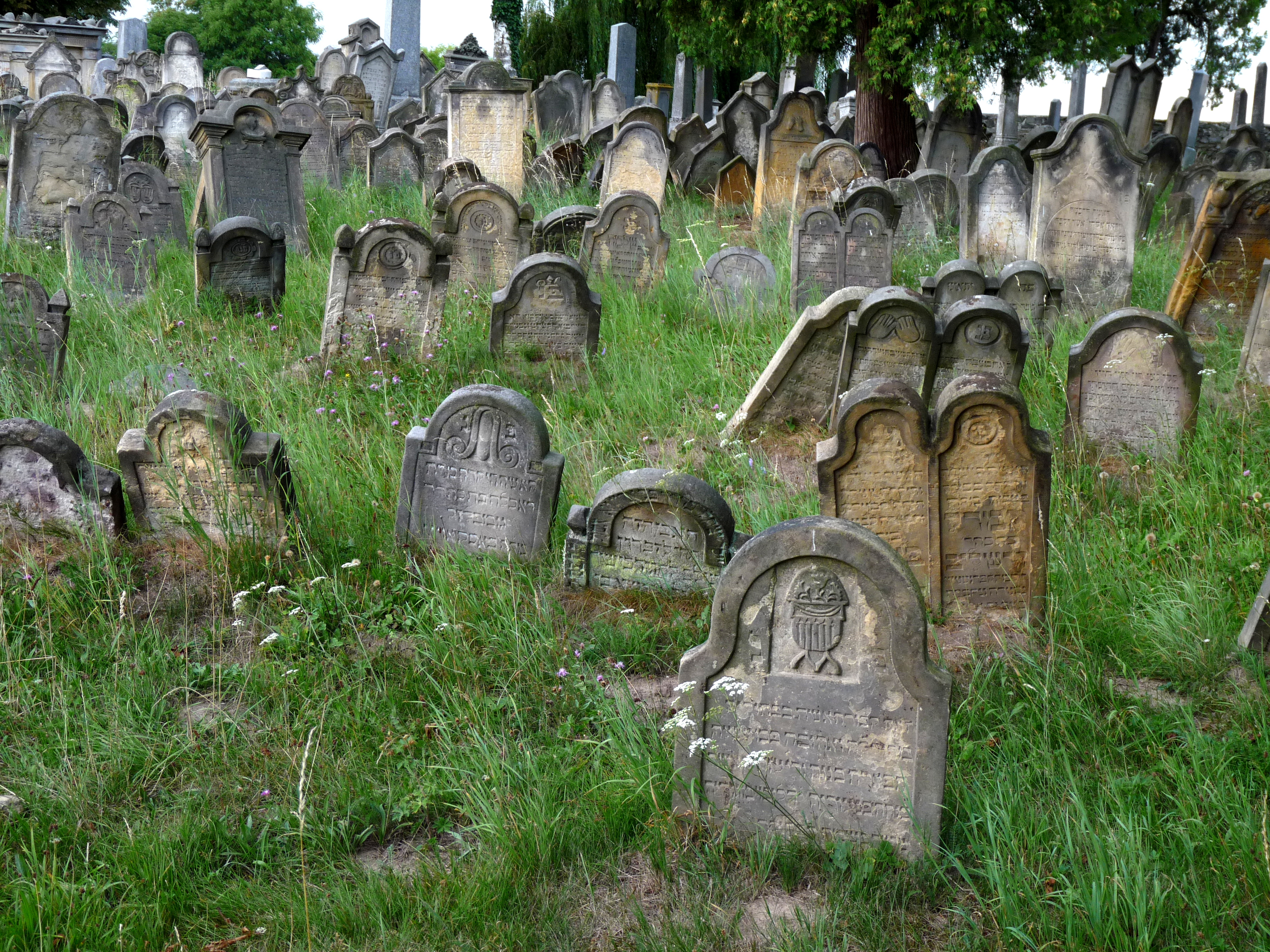
Židovský hřbitov
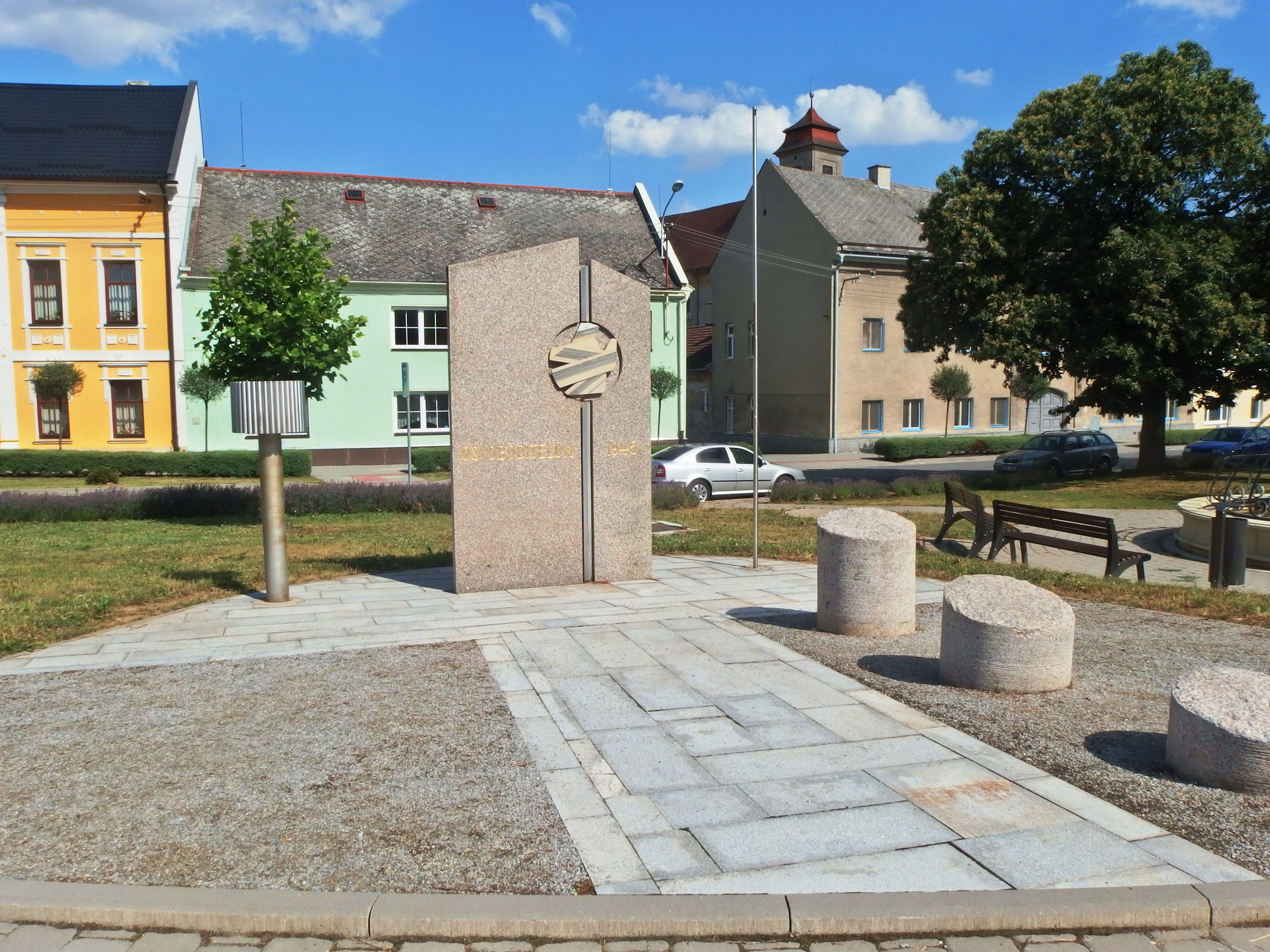
Památník obětěm 2. světové války (po rekonstrukci)
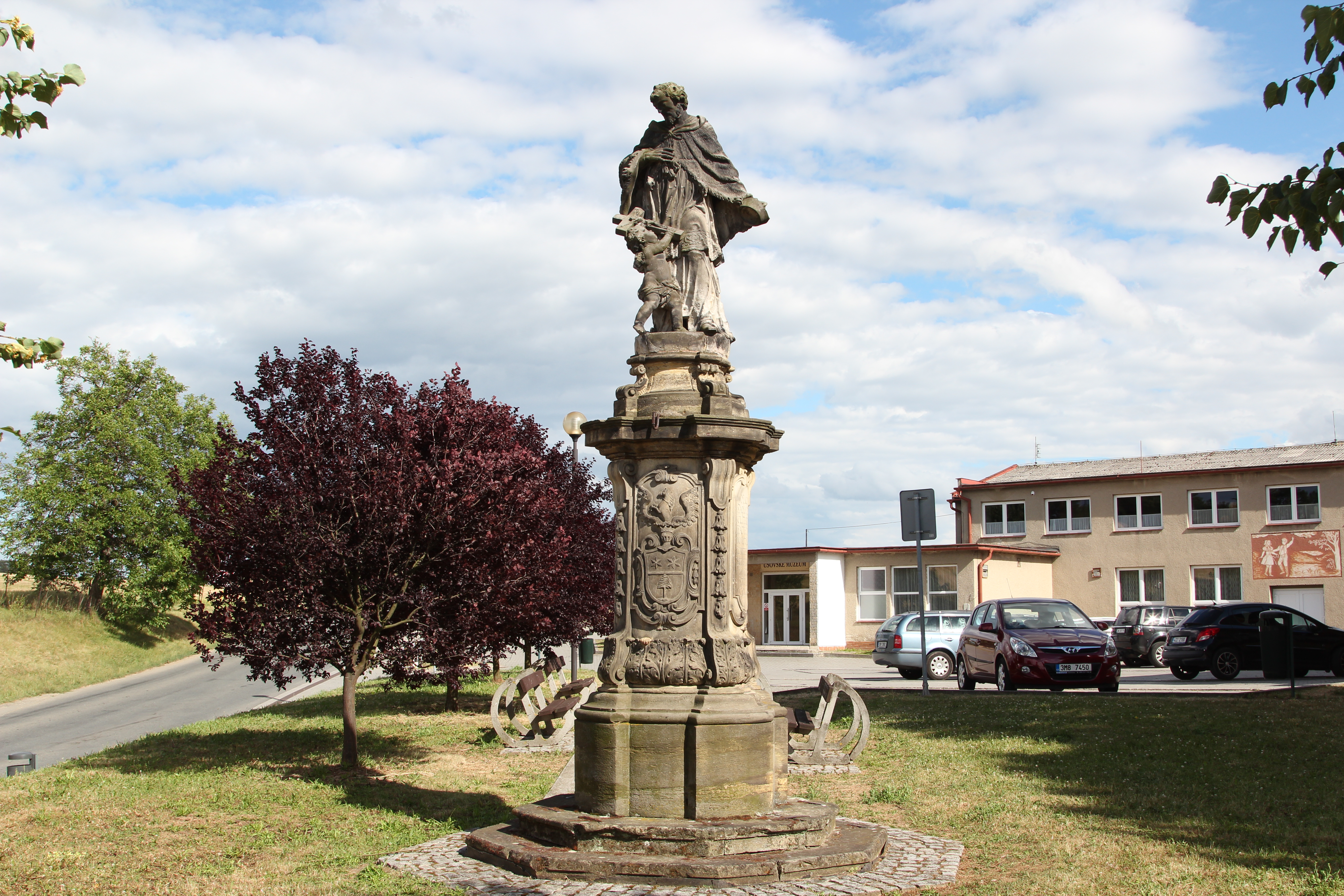
Socha Jana Nepomuckého na Zámecké ulici
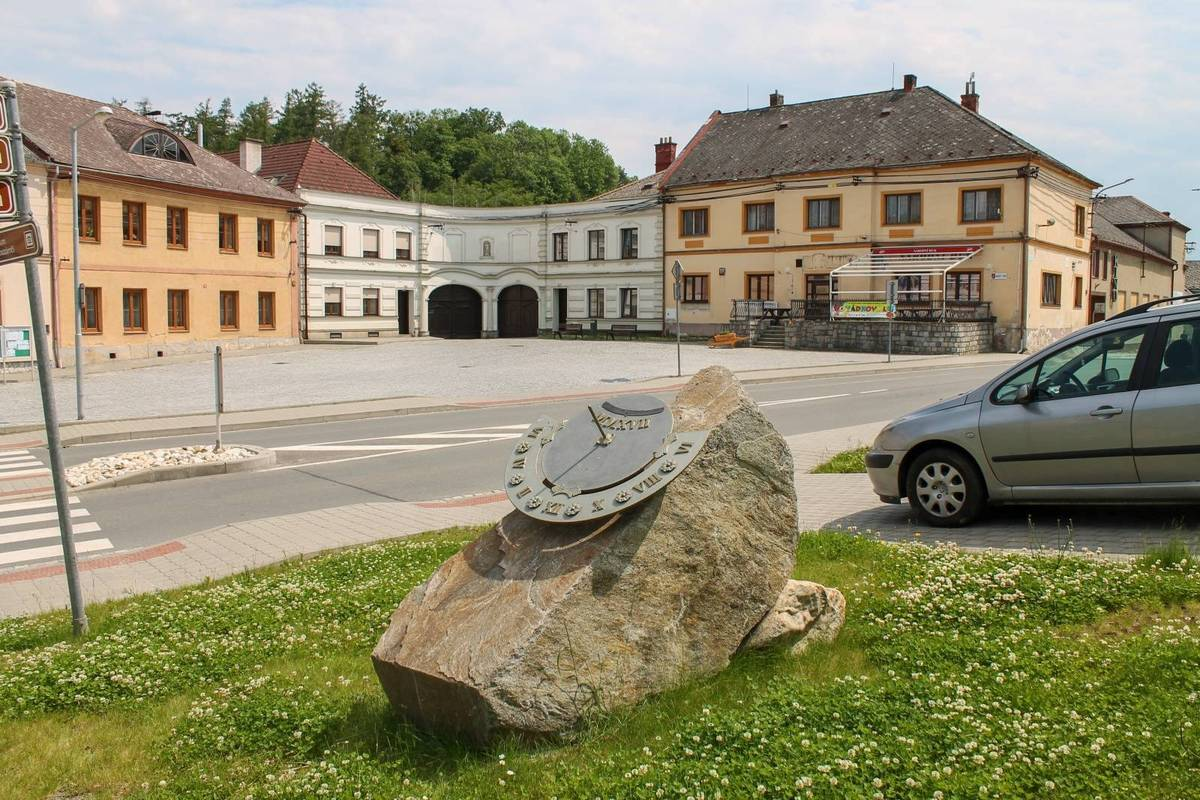
Sluneční hodiny na náměstí Míru
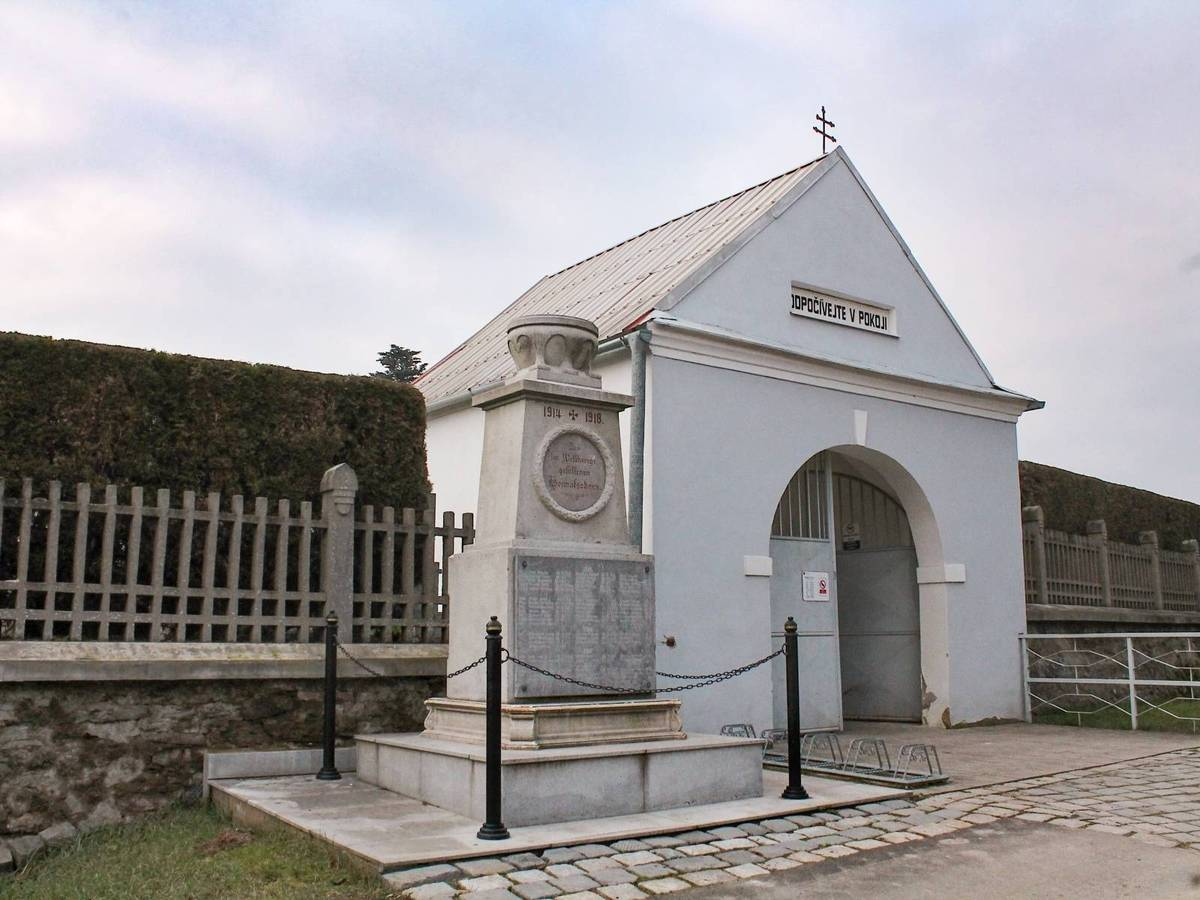
Pomník obětem 1. světové války (před hřbitovem)